# Ким Чен Сук
Ким Чен Сук (кор. 김정숙?, 金正淑?, по Концевичу — Ким Джонсук; 24 декабря 1917, Хверён, Генерал-губернаторство Корея — 22 сентября 1949, Пхеньян, КНДР) — первая (по некоторым данным вторая) жена Ким Ир Сена, мать Ким Чен Ира. Партийный и государственный деятель КНДР.

## Биография
Ким Чен Сук родилась в уезде Кайнэй (провинция Канкё-хокудо) в бедной крестьянской семье. В 1922 году её семья была вынуждена покинуть Корею, бывшую японской колонией, и переехать в Китай. 10 июля 1932 года вступила в Коммунистический союз молодежи Кореи, руководимый Ким Ир Сеном.
25 апреля 1936 года Ким Чен Сук была переведена в часть Корейской Народной армии, находящуюся под непосредственным руководством Ким Ир Сена.
3 января 1937 года вступила в Корейскую Коммунистическую партию.
В 1940 году состоялась свадьба Ким Чен Сук и Ким Ир Сена. 16 февраля 1942 года в селе Вятское Хабаровского края (советские данные) или в районе Пэктусана (северокорейские данные) у них родился сын — Ким Чен Ир. Однако большую часть войны семья провела в Вятском. После поражения Японии в 1945 году семья вернулась в Корею.
Ким Чен Сук скончалась 22 сентября 1949 года в возрасте 31 года при родах, через год после провозглашения КНДР. Похоронена на мемориальном кладбище революционеров.
18 сентября 1972 года ей посмертно было присвоено звание Героя КНДР.
Награждена орденом Государственного флага 1 степени.

## Память
В КНДР Ким Чен Сук представляется как «героиня антияпонской войны, выдающаяся политическая деятельница, как великий пример преданности вождю и великая мать революции».
Именем Ким Чен Сук названы уезд, педагогический институт, детские ясли и многие другие учреждения образования и здравоохранения КНДР.
С 1997 года в КНДР появились официальные «портреты трёх полководцев» — Великого Вождя, Любимого Руководителя и Матери (Ким Ир Сена, Ким Чен Ира и Ким Чен Сук, соответственно).
В 2017 году выпущена памятная банкнота 5000 вон к 100-летию со дня рождения Ким Чен Сук.

## Галерея

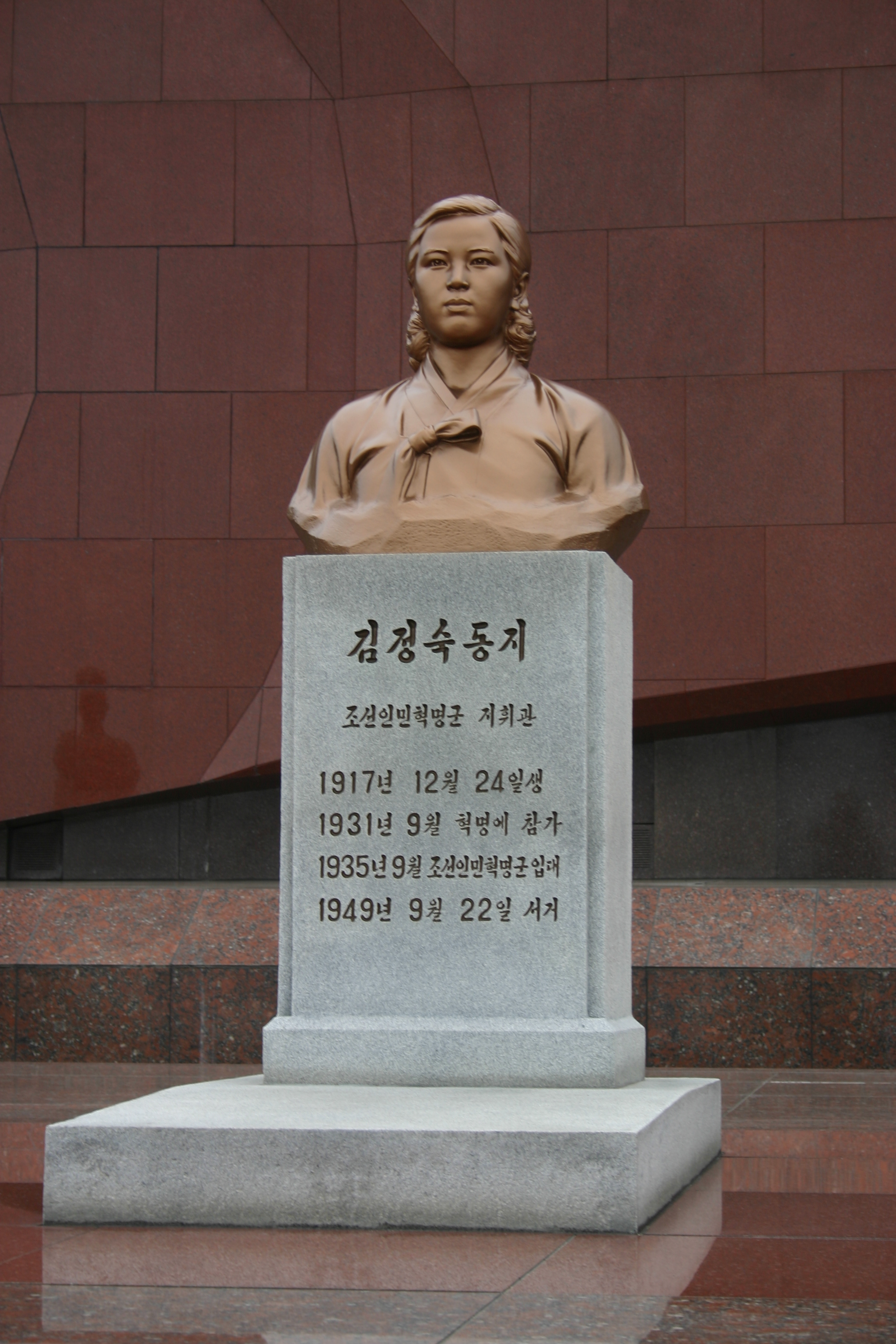
Бюст на могиле Ким Чен Сук